# درة غرم تشنار (تشنار)
درة غرم تشنار (بالفارسية: دره گرم چنار) هي قرية تقع في إيران في قسم تشنار الريفي. يقدر عدد سكانها بـ 73 نسمة بحسب إحصاء 2016.